# Breitenbach (Bas-Rhin)
Breitenbach település Franciaországban, Bas-Rhin megyében. Lakosainak száma 675 fő (2022. január 1.). Breitenbach Villé, Albé, Bellefosse, Le Hohwald, Maisonsgoutte, Saint-Martin és Steige községekkel határos.

## Népesség
A település népességének változása:
| Lakosok száma | 690  | 683  | 691  | 665  | 660  | 651  | 650  | 663  | 675  |
|               | 2013 | 2015 | 2016 | 2017 | 2018 | 2019 | 2020 | 2021 | 2022 |